# Romang (Insel)
Romang (Roma, Indon.: Pulau Romang) ist eine der indonesischen Barat-Daya-Inseln (Südwestinseln) in der Bandasee. 

## Geographie

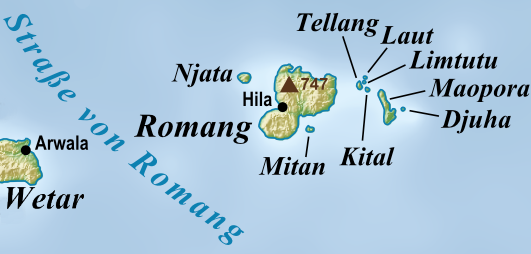
Romang und seine Nebeninseln

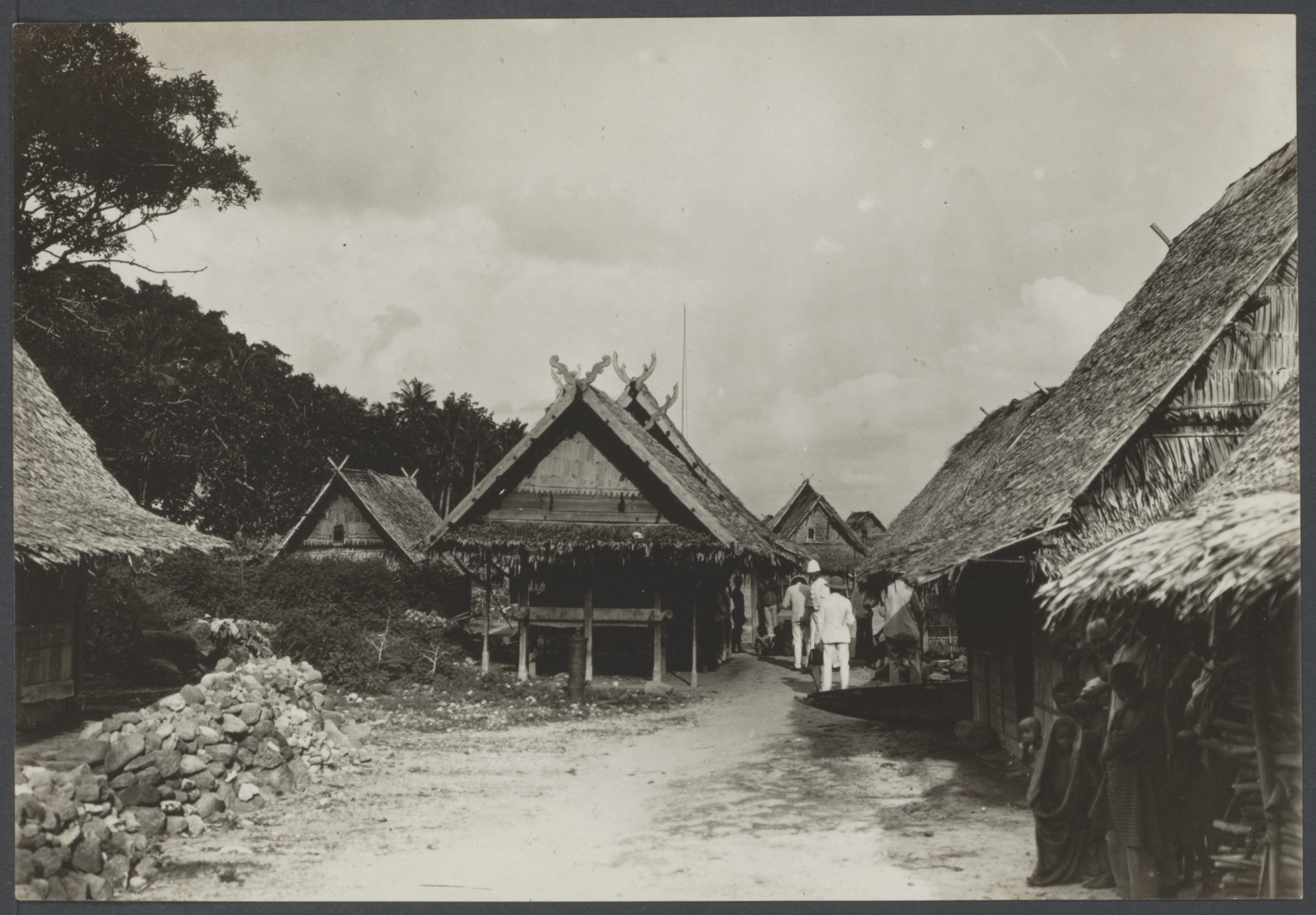
Dorf auf Romang um 1900

Romang liegt östlich von Wetar und der Straße von Romang. Südlich befinden sich die Leti-Inseln und Kisar. Westlich liegt Damar mit einigen kleinen Inseln. Romang gehört zum inneren Bandabogen.
Auch Romang ist von kleineren Inseln umgeben. Nordwestlich liegt Njata, südwestlich Mitan und östlich Tellang, Limtutu, Laut, Kital, Maopora und Djuha.
Romang gehört zum Kecamatan (Subdistrikt) Pulau-Pulau Terselatan, Kabupaten (Regierungsbezirk) Südwestmolukken (Maluku Barat Daya), Provinz Maluku.

## Einwohner
Die drei Desa der Insel heißen Hila (Einwohnerzahl 2010: 1.262), Jerusu (2.138) und Solath (484).
Um Jerusu herum wird die malayo-polynesische Sprache Romang gesprochen. 1991 gab es 1.700 Sprecher dieser Sprache.

## Wirtschaft
Auf Romang finden sich Vorkommen von Kupfer, Gold, Blei, Silber, Zink und Mangan.